# Nicole Hoffmeister-Kraut

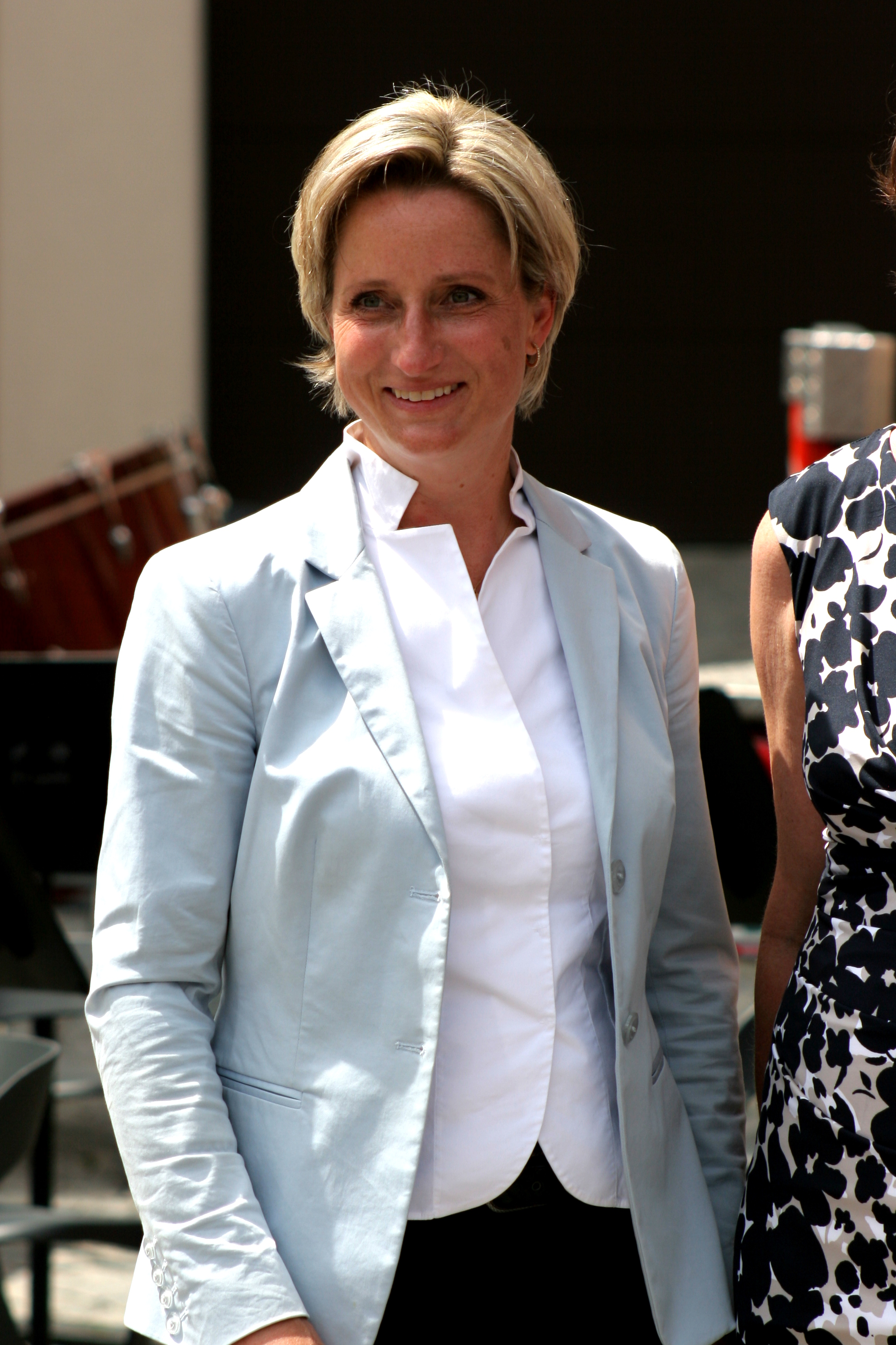
Nicole Hoffmeister-Kraut am 22. Juli 2019 beim Schwörmontag in Ulm

Nicole Hoffmeister-Kraut (* 9. Oktober 1972 in Balingen) ist eine deutsche Politikerin (CDU) und seit April 2016 Abgeordnete des Landtags Baden-Württemberg. Seit Mai 2016 ist sie baden-württembergische Wirtschaftsministerin.

## Leben

### Ausbildung und Beruf
Nach dem Abitur am Gymnasium Balingen studierte die aus einer Industriellenfamilie stammende Hoffmeister-Kraut ab 1992 BWL an der Universität Tübingen. Sie schloss als Diplom-Kauffrau ab und promovierte 2001 an der Universität Würzburg mit der Dissertation Unternehmensanalyse in mittelständischen Industrieunternehmen. Konzepte – Methoden – Instrumente.
Von 2001 bis 2002 war sie Praktikantin bei der Investmentbank Morgan Stanley in London, danach bis 2005 Analystin im Bereich Mergers & Acquisitions bei Ernst & Young in London und Frankfurt.
Hoffmeister-Kraut ist seit 1998 Gesellschafterin der Bizerba SE & Co. KG, die sich in Besitz der Gründerfamilie Kraut befindet. 2014 bis 2016 war sie auch Mitglied des Aufsichtsrats des Unternehmens.

### Politik
Hoffmeister-Kraut trat 2009 in die CDU ein und wurde im selben Jahr Mitglied des Gemeinderats der Stadt Balingen; ab 2014 war sie Mitglied im Kreistag des Zollernalbkreises. Aus beiden Gremien schied Hoffmeister-Kraut 2016 anlässlich ihrer Ernennung zur Ministerin aus.
Im Vorfeld der Landtagswahl in Baden-Württemberg 2016 wurde Hoffmeister-Kraut im Juli 2015 erst im dritten Wahlgang mit 2,8 Prozentpunkten Vorsprung als CDU-Kandidatin für den Wahlkreis Balingen nominiert. Bei der Landtagswahl selbst gewann sie das Erstmandat knapp mit 311 Stimmen Vorsprung (0,4 Prozentpunkte) gegenüber dem Kandidaten von Bündnis 90/Die Grünen. Am 10. Mai wurde Hoffmeister-Kraut überraschend als Ministerin für Wirtschaft, Arbeit und Wohnungsbau des Kabinetts Kretschmann II bekanntgegeben.
Seit 2016 ist Hoffmeister-Kraut Vorsitzende des CDU-Kreisverbands Zollernalb und seit 2017 Beisitzerin im Landesvorstand der CDU Baden-Württemberg.
Bei der Landtagswahl 2021 konnte sie ihr Direktmandat mit 32,6 Prozent der Stimmen verteidigen. Im Kabinett Kretschmann III ist sie weiterhin als Wirtschaftsministerin vertreten, mit weiteren Zuständigkeiten für Arbeit und Tourismus.
Im März 2020 forderte sie von der Bundesregierung die Abschaffung des Solidaritätszuschlags für alle Steuerzahler und Unternehmen. Im Dezember 2020 machte sie sich dafür stark, dass Einzelhändler, die ihre Geschäfte infolge des Lockdowns schließen mussten, einen Abholservice anbieten dürfen.
Hoffmeister-Kraut erlangte im Rahmen einer Affäre um die „millionenschwere[n] Finanzierung des Expo-Pavillons“ des Landes Baden-Württemberg auf der Weltausstellung 2020/2021 in Dubai mediale Aufmerksamkeit. Anstatt der ursprünglich geplanten 2,8 Mio. Euro beliefen sich die Kosten auf rund 15 Mio. Euro. In ihrer Vernehmung im Untersuchungsausschuss zur Affäre gestand Hoffmeister-Kraut Fehler ein, wies etwaige Verantwortung jedoch von sich. Baden-Württemberg war auf der Weltausstellung als einziges deutsches Bundesland mit eigenem Pavillon vertreten und überließ den Pavillon im Anschluss kostenfrei der Modellstadt Expo City Dubai.

## Gremien
- Stellvertretende Vorsitzende des Aufsichtsrats von Baden-Württemberg International – Gesellschaft für internationale wirtschaftliche und wissenschaftliche Zusammenarbeit mbH[20]
- Mitglied des Aufsichtsrats der Landesagentur e-mobil GmbH BW[21]
- Vorsitzende des Aufsichtsrats der Leichtbau BW GmbH[22][23]
- Vorsitzende des Aufsichtsrats der Staatliche Toto-Lotto GmbH Baden-Württemberg[24]
- Aufsichtsratsmitglied der Baden-Württemberg Stiftung gGmbH.[25]

## Privates
Hoffmeister-Kraut ist verheiratet, hat drei Kinder und wohnt in Balingen. Sie ist evangelischer Konfession. Hoffmeister-Kraut engagiert sich als Elternbeiratsvorsitzende am Gymnasium Balingen, im Förderverein Sichelschule Balingen, als Kirchengemeinderätin der evangelischen Gesamtgemeinde Balingen sowie im Beirat der Balinger Tafel. Sie ist bekennende Anhängerin des VfB Stuttgart.

## Veröffentlichungen
- Hidden Champions. In: Walter Döring: Weltmarktführer. Innovationen made in Schwäbisch Hall-Hohenlohe, Molino Verlag, Schwäbisch Hall und Sindelfingen 2020, S. 11–14. ISBN 978-3-9820231-5-1.